# هیرویا ایواکابه
هیرویا ایواکابه (انگلیسی: Hiroya Iwakabe؛ زادهٔ ۱۷ مهٔ ۱۹۹۴) بازیکن فوتبال اهل ژاپن است.
از باشگاه‌هایی که در آن بازی کرده‌است می‌توان به باشگاه ورزشی یوکوهاما اشاره کرد.